# Kitashitara
Kitashitara (Japans: 北設楽郡, Kitashitara-gun) is een district van de prefectuur Aichi, Japan ongeveer 70 kilometer ten oosten van Nagoya
Op 1 maart 2008  had het district een geschatte bevolking van 11.497 en een totale oppervlakte van 553,27 km².

## Gemeenten
- Shitara
- Toei
- Toyone

## Fusies
- Op 1 oktober 2003 werd  de gemeente  Inabu aangehecht bij het Higashikamo. (Deze gemeente werd  op 1 april 2005 een deel van de stad Toyota).
- Op 1 oktober 2005 werd de gemeente Tsugu  bij de gemeente Shitara aangehecht.
- Op 27 november 2005 werd de gemeente Tomiyama aangehecht bij de gemeente Toyone.

Steden:
Aisai · Ama · Anjo · Chiryu · Chita · Gamagori · Handa · Hekinan · Ichinomiya · Inazawa · Inuyama · Iwakura · Kariya · Kasugai · Kitanagoya · Kiyosu · Komaki · Konan · Miyoshi · Nagakute · Nagoya (hoofdstad) · Nishio · Nisshin · Okazaki · Obu · Owariasahi · Seto · Shinshiro · Tahara · Takahama · Tokoname · Tokai · Toyoake · Toyohashi · Toyokawa · Toyota · Tsushima · Yatomi

Districten:
Aichi · Ama · Chita · Kitashitara · Nishikasugai · Niwa · Nukata
Gemeenten per district